# Abraxas (album)
Abraxas – drugi album studyjny amerykańskiego zespołu Santana. Wydany został w 1970 roku.
W 2003 album został sklasyfikowany na 205. miejscu listy 500 albumów wszech czasów magazynu Rolling Stone.

## Lista utworów
Opracowano na podstawie materiału źródłowego.
| 1.  | „Singing Winds, Crying Beasts” (Carabello)    | 4:48  |
|     |                                               |       |
| 2.  | „Black Magic Woman/Gypsy Queen” (Green/Szabo) | 5:24  |
|     |                                               |       |
| 3.  | „Oye Como Va” (Puente)                        | 4:19  |
|     |                                               |       |
| 4.  | „Incident at Neshabur” (Gianquinto/Santana)   | 5:02  |
|     |                                               |       |
| 5.  | „Se a Cabo” (Areas)                           | 2:51  |
|     |                                               |       |
| 6.  | „Mother’s Daughter” (Rolie)                   | 4:28  |
|     |                                               |       |
| 7.  | „Samba Pa Ti” (Santana)                       | 4:47  |
|     |                                               |       |
| 8.  | „Hope You’re Feeling Better” (Rolie)          | 4:07  |
|     |                                               |       |
| 9.  | „El Nicoya” (Areas)                           | 1:32  |
|     |                                               |       |
| 10. | „Se A Cabo” (edycja 1998)                     | 3:47  |
|     |                                               |       |
| 11. | „Toussaint L’Ouverture” (edycja 1998)         | 4:52  |
|     |                                               |       |
|     |                                               | 45:57 |
|     |                                               |       |

## Twórcy
Opracowano na podstawie materiału źródłowego.
- Carlos Santana – gitara, wokal, producent
- Michael Shrieve – perkusja
- José Chepitó Areas – instrumenty perkusyjne, kongi
- Gregg Rolie – instrumenty klawiszowe, wokal
- David Brown – gitara basowa, inżynier
- Mike Carabello – instrumenty perkusyjne, kongi
- Fred Catero – producent
- John Fiore – inżynier
- Alberto Gianquinto – pianino
- Mati Klarwein – ilustracje
- Rico Reyes – instrumenty perkusyjne
- Robert Venosa – opracowanie graficzne, projekt graficzny
- Marian Schmidt – fotografia na okładkę

## Listy sprzedaży
| Lista           | Kraj              | Pozycja |
| --------------- | ----------------- | ------- |
| Billboard 200   | Stany Zjednoczone | 1       |
| ARIA Charts     | Australia         | 1       |
| UK Albums Chart | Wielka Brytania   | 7       |